# Los Canarios
Los Canarios van ser un grup de rock espanyol dels anys 60. Formats en les illes Canàries al voltant del seu cantant Teddy Bautista, actual president de la SGAE.
Van gravar el seu primer disc el 1967 per a la pel·lícula de Carlos Saura Peppermint Frappé, protagonitzada per Geraldine Chaplin i José Luís López Vázquez. Però el seu gran èxit l'obtindrien amb el seu següent single, Get On Your Knees, produït per Alain Milhaud i gravat a Londres amb reputats músics d'estudi britànics, que va ser la cançó de l'estiu 1968 a Espanya.
El 1968, un jove cantant madrileny Pedro Ruy-Blas va ser l'encarregat de suplir l'absència del líder del grup, Teddy Bautista, durant el seu servei militar.

## Discografia

### LP
- 1970: Flying High With The Canaries Primer LP gravat als EU, editat posteriorment.
- 1968: Lo mejor del clan! (LP) Recopilatori de singles compartit amb els Pop-Tops
- 1970: Libérate! (LP)
- 1972: Canarios Vivos (LP)
- 1974: Ciclos (LP/CD)

### Singles
- 1967 The incredible miss Perryman-Peppermint Frappe / Keep on the Right Side
- 1967: Get on Your Knees / Trying So Hard
- 1967: Three-Two-One-Ah / Pain
- 1968 Child / Requiem for a Soul
- 1970: Free Yourself / I wonder what freedom means
- 1971: Extra-extra / Reaching out
- 1971: Reacción / Señor estoy preparado